# Ellobius tancrei
Espèce
Statut de conservation UICN

 LC  : Préoccupation mineure
Ellobius tancrei est une espèce de rongeurs de la famille des Cricétidés vivant en Asie.

## Répartition et habitat
On le trouve au Kazakhstan, en Ouzbékistan, au Turkménistan, en Russie, en Mongolie et en Chine. Il vit dans les steppes, les semi-déserts, les déserts, les prairies, ainsi que dans les vallées humides.

## Reproduction
La période de reproduction s'étend d'avril à septembre. La gestation est de 26 jours. Les femelles ont leur première portée à l'âge de 5 mois.